# Thriller (EP)
Thriller là EP thứ ba của nhóm nhạc nam Hàn Quốc BTOB. Album được phát hành vào ngày 9 tháng 9 năm 2013, gồm 6 bài hát, trong đó Thriller là bài hát chủ đề và được sử dụng để quảng bá.

## Bối cảnh
Vào ngày 23 tháng 8 năm 2013, Cube Entertainment công bố hình ảnh cho "When I Was Your Man", một bài hát được phát hành trước ngày phát hành chính thức của album, video âm nhạc của bài hát được đăng tải sau vài ngày. Ngày 4 tháng 9 năm 2013, BTOB đã đăng tải video âm nhạc của Thriller lên trang Youtube chính thức. Cùng ngày hôm đó, nhóm đã trình diễn Thriller và When I Was Your Man trên MBC Show Champion.

## Danh sách bài hát
※ In đậm là bài hát chủ đề của album.
| STT              | Nhan đề                                     | Phổ lời                                                          | Phổ nhạc                  | Arrangement                                         | Thời lượng |
| ---------------- | ------------------------------------------- | ---------------------------------------------------------------- | ------------------------- | --------------------------------------------------- | ---------- |
| 1.               | "내가 니 남자였을 때" (When I Was Your Man) | Park Woo-sung, Sora                                              | Park Woo-sung,            | Park Woo-sung                                       | 3:45       |
| 2.               | "스릴러" (Thriller)                         | Seo Jae-woo, Seo Yong-bae, Lee Minhyuk, Jung IlHoon              | Seo Jae-woo, Seo Yong-bae | Seo Jae-woo, Seo Yong-bae                           | 3:27       |
| 3.               | "왜이래" (Why)                              | Lee Gi-kwang, Lim Hyunsik, Lee Minhyuk, Shin Peniel, Jung IlHoon | Lee Gi-kwang, Lim Hyunsik | S. Tiger                                            | 3:38       |
| 4.               | "Catch Me"                                  | Seo Jae-woo, Seo Yong-bae, Lee Minhyuk, Jung IlHoon              | Seo Jae-woo, Seo Yong-bae | Seo Jae-woo, Seo Yong-bae, Lee Minhyuk, Jung IlHoon | 3:31       |
| 5.               | "크리스탈같이" (Like a Crystal)             | Choi Yong-chan, Lee Minhyuk, Shin Peniel, Jung IlHoon            | Choi Yong-chan            | Choi Yong-chan                                      | 3:09       |
| 6.               | "별" (Star)                                 | Lim Hyunsik, Lee Minhyuk, Jung IlHoon                            | Lim Hyunsik               | Kim Tae-ho, Son Young-jin                           | 3:47       |
| Tổng thời lượng: | Tổng thời lượng:                            | Tổng thời lượng:                                                 | Tổng thời lượng:          | Tổng thời lượng:                                    | 21:23      |

## Xếp hạng
| Bảng xếp hạng            | Vị trí cao nhất |
| ------------------------ | --------------- |
| Gaon Weekly album chart  | 3               |
| Gaon Monthly album chart | 10              |
| Gaon Yearly album chart  | 66              |

### Doanh số và chứng nhận
| Bảng xếp hạng         | Số lượng |
| --------------------- | -------- |
| Gaon physical sales   | 23.949+  |
| Oricon physical sales |          |

## Lịch sử phát hành
| Quốc gia | Ngày               | Nhãn đĩa                           | Định dạng            |
| -------- | ------------------ | ---------------------------------- | -------------------- |
| Hàn Quốc | 9 tháng 9 năm 2013 | Cube Entertainment Universal Music | CD, Digital download |
| Thế giới | 9 tháng 9 năm 2013 | Cube Entertainment Universal Music | CD, Digital download |